# Le Jour et l'Heure
Le Jour et l'Heure és una pel·lícula dramàtica de coproducció franco-italiana dirigida per René Clément i estrenada el 1963, protagonitzada per Simone Signoret i Stuart Whitman. Va participar en la selecció oficial del Festival Internacional de Cinema de Sant Sebastià 1963.

## Sinopsi
Sota l'Ocupació, la trobada fortuïta entre Allan Morley, un pilot estatunidenc derrocat a França, i Thérèse Dutheil, una burgesa parisenca, mare de dos nens petits i que el seu marit es troba presoner a Alemanya. Malgrat ella, Thérèse l'acompanya en tren a Tolosa de Llenguadoc per tal d'evitar que el faci presoner la Gestapo. Són arrestats i després alliberats per la policia francesa. En el transcurs d'aquesta recerca, neix l'amor entre ells, però són separats per la resistència al Pirineu, cosa que fa que "brutalment" passi Allan a Espanya, de manera que es pot reunir amb la seva unitat a Anglaterra. Després d'una breu acomiadament, es va anunciar la notícia d'un desembarcament a la ràdio. Què els reservarà el futur després d'acabar la guerra?

## Repartiment
- Simone Signoret - Therese Dutheil
- Stuart Whitman - Captain Allan Morley
- Geneviève Page - Agathe Dutheil
- Michel Piccoli - Antoine
- Reggie Nalder - Le gestapiste
- Billy Kearns - Pat Riley
- Marcel Bozzuffi - Inspector Lerat
- Henri Virlogeux - Legendre
- Pierre Dux - Inspector Marboz